# Fusil de asalto T65
El T65 (聯勤, Tipo 65) es un fusil de asalto diseñado y fabricado en Taiwán por el Comando de Logísticas Combinadas de las Fuerzas Armadas de la República de China. Originalmente diseñado a partir del AR-18, que tenía un sistema de recarga accionada por gas con pistón de recorrido corto, el prototipo presentado en 1975 era un fusil altamente influenciado por la serie de fusiles M16/AR-15, pero con mecanismos de puntería modificados, culata con forma diferente y guardamanos rediseñados. El número '65' de su designación indica el Año 65 de la República de China (1976), cuando se terminó de diseñar el fusil. Las versiones actualizadas fueron designadas como Tipo 65K2 y Tipo 65K3.
El T65 fue el fusil estándar del Ejército de la República de China y el Cuerpo de Infantería de Marina de la República de China, siendo rápidamente reemplazado por el T65K2. Aunque el Ejército no reemplazó a los T65 con el T86 en 1997, a la Policía Militar de la República de China se le empezó a suministrar el T91 en 2002. 

## Historia

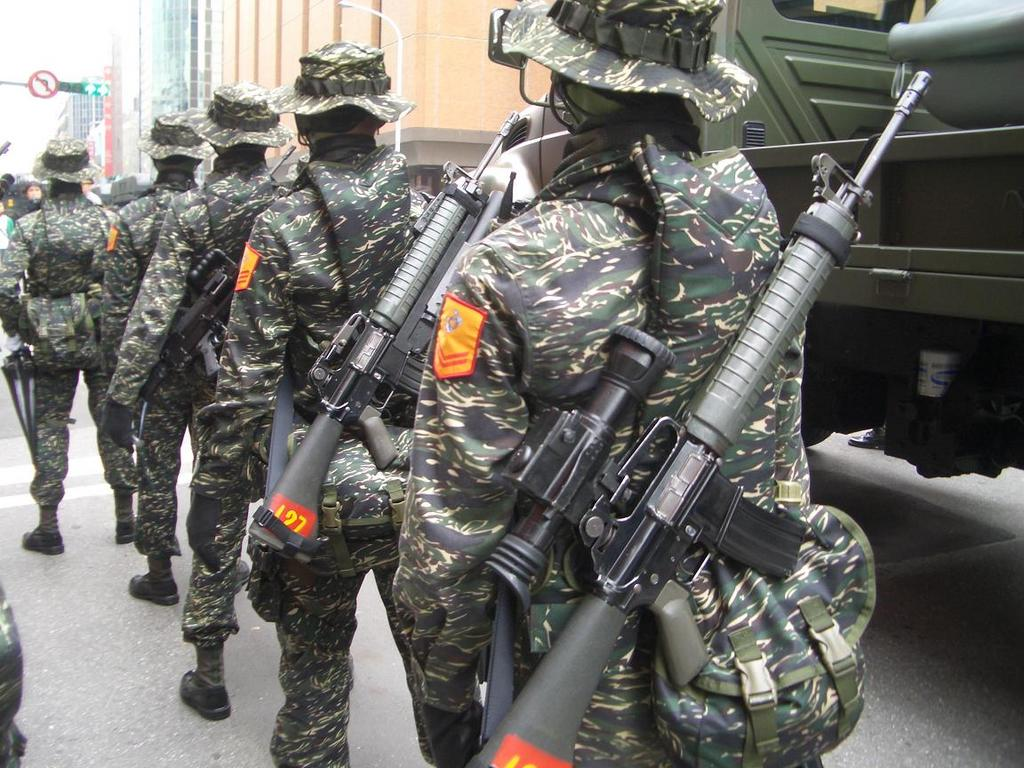
Soldados del Cuerpo de Infantería de Marina de la República de China armados con el T65K2.

El T65 fue diseñado en el Arsenal Estatal de Taiwán para reemplazar a los obsoletos M14 de 7,62 mm. Los informes sobre el fusil T65 original sugerían que tenía un mal desempeño, pero más tarde fue mejorado y pasó a ser el T65K2 (también referido como el T68). Más tarde fue diseñada una carabina T86 - que es similar a la carabina M4 estadounidense - a pesar de que utiliza el sistema de gas con pistón de recorrido corto del T65. La última arma en la serie es la carabina T91, que puede ser descrita como un T86 con el asa de transporte reemplazada por un riel Picatinny para accesorios.
El T65 es un fusil accionado por gas y con selector de disparo. Utiliza un cajón de mecanismos de aluminio de dos partes similar al del AR-15 y un cerrojo rotativo similar, pero el sistema de gas es de pistón de recorrido corto, comparado con el sistema de empuje directo del AR-15. El pistón está situado por encima del cañón y protegido dentro del guardamanos. El diseño del T65 reemplazó el asa de transporte de los fusiles M16 con un alza. El asa de transporte reapareció con el T65K2 (pero es desmontable en la carabina T91). El T65 emplea cargadores compatibles con el M16.
El T65 es el primer fusil calibre 5,56 mm adoptado por el Ejército taiwanés, con el proyecto comenzando en 1968. El diseño buscó mejorar al AR-15 reemplazando el sistema de empuje directo con un pistón de recorrido corto, mejorando la fiabilidad del fusil.
El T65 tiene un selector de disparo con tres posiciones: seguro, semiautomático y completamente automático. Acepta cargadores STANAG y el pistón tiene su propio resorte recuperador. Después del disparo, el gas detrás de la bala empuja el pistón hacia el cajón de mecanismos, cuyo émbolo está conectado con la parte frontal del portacerrojo, y este es impulsado hacia atrás por su propia inercia. El cerrojo es idéntico al de un AR-15.

## Variantes
- T65[1]
- T65K1
- T65K2[2]
  - Carabina T65K2[3]
- T65K3[4]

## Usuarios
- Taiwán[5]
- El Salvador: empleado por la Fuerza Armada de El Salvador (FAES) y la Policía Nacional Civil (PNC).[6]
- Guatemala[cita requerida]
- Costa Rica
- Haití: empleado por la Policía de Haití.[7]
- Honduras: la Policía Nacional de Honduras emplea el T65 y su versión carabina.[cita requerida]
- Jordania[cita requerida]
- Liberia[cita requerida]
- Libia[cita requerida]
- Nicaragua[cita requerida]
- Panamá: En servicio con las Fuerzas Públicas de Panamá, que lo emplearon durante la Operación Causa Justa. Operadores principales Policía Nacional de Panamá y Servicio Nacional de Fronteras (SENAFRONT).
- Paraguay: fusil de asalto estándar del Ejército paraguayo.